# Camptocladius dubiosus
Camptocladius dubiosus är en tvåvingeart som först beskrevs av Jean-Jacques Kieffer 1916.  Camptocladius dubiosus ingår i släktet Camptocladius och familjen fjädermyggor.
Artens utbredningsområde är Sverige. Inga underarter finns listade i Catalogue of Life.